# Director ejecutivo

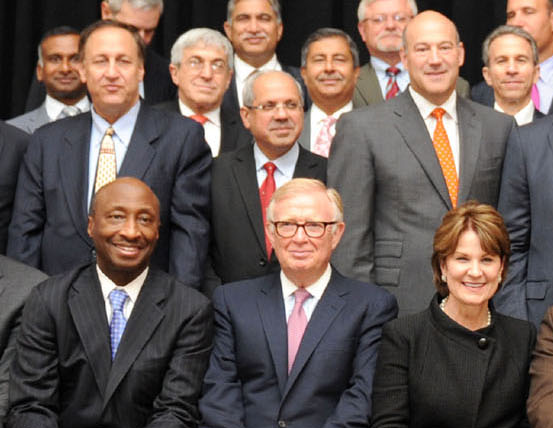
Un grupo de directores ejecutivos de empresas en el evento de Fortune 500 de la revista Fortune (2015).

Los términos director ejecutivo, director general o consejero delegado o gerente general se usan para designar al máximo responsable de una empresa. En la actualidad también es de uso extendido el acrónimo inglés CEO (siglas de chief executive officer), aunque la Asociación de Academias de la Lengua Española desaconseja su uso en español, optando por cualquiera de las otras opciones.
Otro término que se suele usar para director ejecutivo en el ámbito de habla hispana es presidente, y en muchos casos el presidente de la junta directiva se desempeña también como el director general de la empresa. En muchos otros países existe una clara diferencia entre los dos cargos, si bien pueden ser desempeñados por la misma persona. En muchas empresas, el director ejecutivo es también el gerente general de la entidad (usando o no este título). 
El director ejecutivo es la persona con más autoridad en la gestión y administración de una empresa, por tanto la que mayor remuneración percibe. La Comisión Europea ha propuesto medidas para restringir pagos a los ejecutivos bancarios que dejan la empresa y prohibir que el primer ejecutivo sea el presidente del consejo de administración.

## Presidente del directorio y presidente ejecutivo
Aunque en pequeñas y medianas empresas es habitual que el puesto de presidente del consejo y el puesto de presidente ejecutivo recaigan sobre la misma persona, no siempre es el caso, y suele ser el presidente del consejo quien encabeza el gobierno corporativo (estrategias generales), y el presidente ejecutivo (o presidente-gerente general) quien ejerce la administración de la empresa —la fase operativa de las estrategias—.

## Responsabilidades
El presidente/gerente general tiene varias responsabilidades:
- Como autoridad máxima, toma las decisiones de alto nivel sobre política y estrategia organizacional.
- Como líder, asesora a la junta de directores, motiva a los empleados y transforma las unidades dentro de la organización.
- Como comunicador, informa a agentes externos la participación de la organización, objetivos y logros de la misma, así como la gestión.
- Como gerente, orienta las operaciones de la organización a lo largo del tiempo.

En una compañía emergente o startup, tiene como prioridad enfocarse en tres áreas principalmente:
- Crear la visión y estrategia de la compañía y la comunica con todos los actores.
- Reclutar, formar y retener el mejor talento para la compañía.
- Asegurarse de que se mantenga suficiente capital en la compañía.

En medianas o grandes empresas y, dependiendo de los rubros de actividades de la empresa, el/la presidente ejecutivo/a puede contar con una serie de vicepresidentes y gerentes para cada una de las responsabilidades de la compañía, como es el caso del vicepresidente ejecutivo, el director operativo, el director/gerente de finanzas, el director de sistemas de información, el director/gerente de mantenimiento y obras, el director/gerente de recursos humanos, el director/gerente de marketing, el director/gerente de ventas, etc.